# Phnom Penh
Phnom Penh (dobesedno »Hrib starke Penh«, kmersko ) je največje in najbolj naseljeno mesto v Kambodži, ki je tudi glavno mesto istoimenske občine in same države.
V 20. letih 20. stoletja je bilo mesto znano tudi kot Biser Azije, ki je sedaj, skupaj s Siemreapom, pomemben globalni in notranji turistični kraj za Kambodžo. Samo mesto slovi po tradicionalni kmerski in francoski arhitekturi ter po prijaznih meščanih.
Phnom Penh je tudi gospodarsko, politično in kulturno središče Kambodže, kjer živi milijon ljudi (od 11,4 milijona prebivalcev).